# 李闰
李闰（1865年5月14日—1925年）字韵卿，湖南长沙河西（今望城）人，谭嗣同妻。自号臾生，取丈夫狱中诗句“忍死须臾待杜根”之意。
她积极支持维新事业，辛亥革命后热心办学、育婴、救灾等公益事业。

## 家庭
父亲李寿蓉，字篁仙，咸丰六年(1856年)进士。
夫谭嗣同，戊戌六君子之一。有一子，早夭。

## 生平

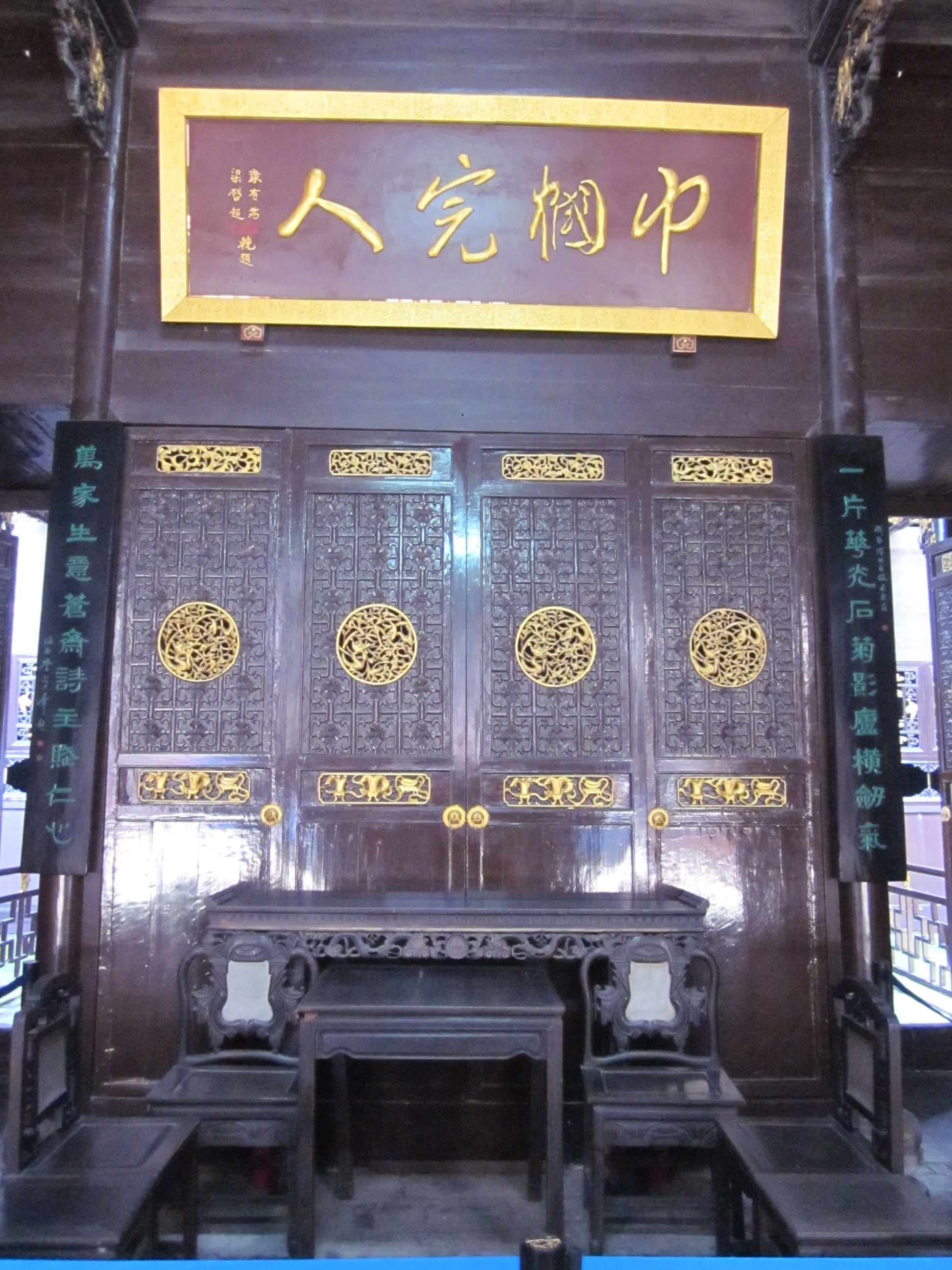
“巾帼完人”的匾额

同治四年（1865年）四月二十日生于北京。光绪九年（1883年）与谭嗣同完婚。
戊戌变法时期在长沙浏阳设立“不缠足会”，捐助银两，倡导废除妇女缠足陋习。是中国女学会（中国女学堂）倡办董事之一
1902年，贝远徵等人创办浏阳官立师范学堂（又称浏阳县驻省师范）。1912年任浏阳县女子甲种师范学监。为长沙职业技术学院前身。
李闰60岁寿庆时，康有为与梁启超合送一幅横匾，书“巾帼完人”。
去世后葬于谭嗣同墓下方，李闰墓立有汉白玉墓碑，刻“谭嗣同夫人李闰之墓”，现为长沙市文物保护单位。